# 印度沙希王朝

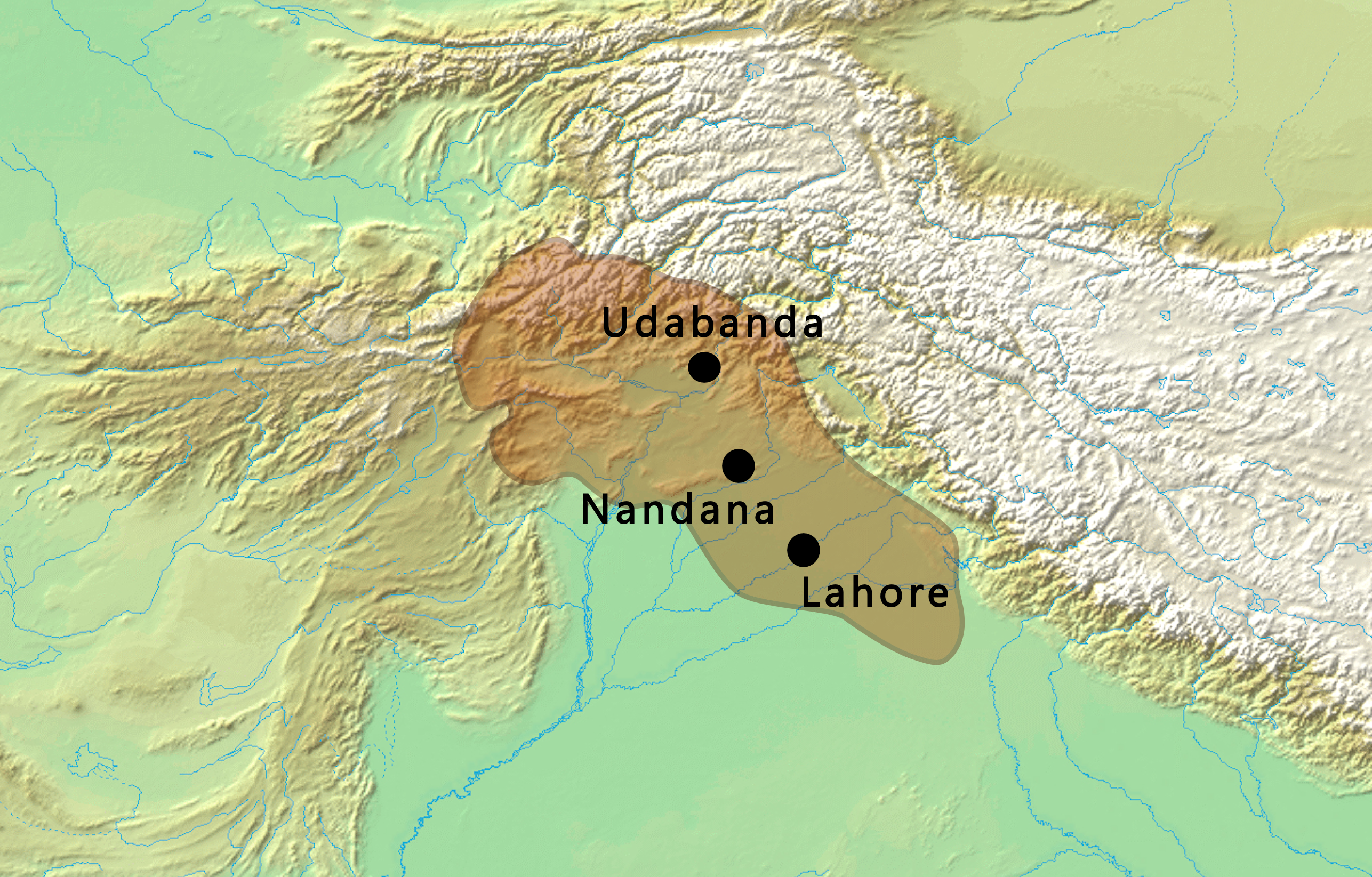
約公元1000年時期沙希王朝的領土範圍

印度沙希王朝（  822-1026）是中世纪早期一個統治印度次大陆喀布里斯坦、犍陀罗和旁遮普地区的王朝，是突厥沙希王朝的後繼王朝。11世纪初，印度沙希王朝被加兹尼王朝擊敗並最終被其征服。